# Santo Amaro da Boiça
Santo Amaro da Boiça (ou Bouça) é uma aldeia portuguesa pertencente à freguesia de Maiorca, concelho da Figueira da Foz. A parte oriental da localidade, coincidente com o lugar estatístico de Bairro da Mata - pertence à freguesia de Santana.

## História
A localidade nasceu dos aforamentos concedidos pelo Mosteiro de Santa Cruz, para o estabelecimento de casais de lavradores na Quinta da Boiça (ou Bouça), datando, o mais antigo que se conhece, de 1307, e havendo outro com data de 1398. Nestes documentos, a Quinta da Boiça surgia referenciada como "Paúl da Bouça" ou "Paúl das Bouças", e era situada no termo de Alhadas .
Posteriormente, nasceu um casal, primitivamente designado de Casal de Santo Amaro, onde passaram a habitar os trabalhadores da referida quinta. O sítio, ou seja, a primitiva localização desta povoação foi na área circundante à da implementação da capela, construída em 1622 e tendo como orago Santo Amaro, que dá nome ao lugar. A sinuosidade do traçado das ruas, a sua largura bastante mais reduzida, a maior densidade habitacional, a maior proximidade desta zona relativamente à Quinta da Boiça, todos estes factores levam a essa conclusão.
O determinativo "da Boiça" deve-o à proximidade da (Quinta da) Boiça, tendo a finalidade de distinguir esta de outras povoações das proximidades com o mesmo nome, tendo ido beber o determinativo da Quinta que lhe deu origem. "Boiça" ou "Bouça" é um determinativo que surge em centenas de povoações localizadas principalmente na Galiza e Norte e Centro de Portugal, que tem, segundo COELHO, 2009, o seguinte sentido:, "Bouça talvez tivesse mais um sentido de lugar demarcado, onde se ia buscar o mato para as necessidades quotidianas.” 
A actual população santamarense é descendente destes primeiros colonos, aos quais se foram juntando migrantes de outras regiões do país, que vinham trabalhar na Quinta de Fôja, essencialmente gandareses, no século XX, principalmente provenientes do concelho de Montemor-o-Velho e Cantanhede.

## Demografia
Santo Amaro da Boiça tinha, em 1854, 109 fogos - cerca de 436 habitantes; em 1911, 485 habitantes; em 1940 apresentava uma população de 629 habitantes. Em 1960, a população chegou nos 735 habitantes, tendo tido em 1970 uma quebra para 725 habitantes. Em 2001, a população era novamente de 735 habitantes.

## Património
A localidade tem uma capela consagrada a Santo Amaro, construída em 1622.
Existe um cruzeiro, construído pela população em 1938 e no mesmo Largo, um busto de homenagem ao militar santamarense Manuel Marques Sardão, que tombou em combate a 22 de Outubro de 1965, na Região Militar de Angola. Foi agraciado com o Grau de  Cavaleiro, com palma, da Ordem Militar da Torre e Espada, do Valor, Lealdade e Mérito, devido ao heroísmo com que salvou alguns dos seus companheiros em prejuízo da própria vida.
A povoação serve ainda de anfitriã à Quinta de Fôja, a maior exploração agrícola da região centro. Primitivamente parte integrante do termo de Ferreira-a-Nova, passou, com a criação da freguesia de Santana, a fazer parte desta novel autarquia.